# 문빛
문빛(본명: 문지현, 1995년 7월 13일 ~ )는 대한민국의 가수이다.

## 학력
- 백제예술대학교 실용음악과 졸업

## 데뷔
- 2016년 싱글 앨범 "토요일"

## 앨범
- 토요일 / 2016.05.19
- 너와의 모든 순간 / 2017.04.20
- 마이 오아시스(My Oasis) OST / 2017.10.20
- 끝자락 / 2017.11.2
- 첫고백 / 2018.5.18
- 내게 준 하루 / 2018.9.5
- 네가 궁금해 (Feat. 109) / 2018.12.7
- 널 좋아하고 있어 / 2019.5.2
- 조금은 그래줬으면 좋겠어 / 2019.09.16
- 토닥여줘 / 2019.11.14
- 끝나지 않는 엔딩 / 2020.3.19
- 밤새 널 / 2020.10.23
- 조금만 외로우면 널 사랑할 수 있어 / 2021.1.19
- 널 향해 피어나 / 2021.5.3
- 레드 카펫 / 2019.9.16
- 이인삼각 / 2022.4.6
- 별들에게 물어봐 / 2022.8.22
- 네 번째 겨울 (feat. 재희 of 마인드유) / 2023.1.18
- 어느새 너에게 / 2023.5.3